# Il cuore incassa forte
Il cuore incassa forte è un brano musicale di Matteo Faustini, pubblicato il 4 settembre 2020, come quarto singolo dell'album d'esordio Figli delle favole.

## Descrizione
Il brano pop è edito dall'etichetta Dischi dei sognatori. Il testo e la musica della canzone sono di Matteo Faustini.

Il cantautore racconta così il brano:
Pubblicato come quarto singolo, dal 4 settembre 2020 è in rotazione radiofonica.

## Video musicale
Il videoclip ufficiale del brano, diretto da  video è diretto da Gaetano Morbioli, è stato reso disponibile sul canale Warner Music Italy di YouTube il 05 settembre 2020. Il video del brano è stato girato a Sirmione ed è stato diretto da Michele Montresor.